# Ingemar Eriksson
Ingemar Kjell Uno Eriksson, född 5 januari 1950, död 23 februari 2023, var en svensk handbollstränare och senare idrottsledare. 

## Tränarkarriär
Ingemar Eriksson började sin tränar- och ledarkarriär i fotbollsklubben Trollhättans FK, och TBK där ledarskap inriktat på allas delaktighet och medverkan var ledstjärnor. Han bytte till handbollen i Uddevalla. Eriksson började sin tränarkarriär på elitnivå i GF Kroppskultur i Uddevalla. Efter ett år blev han tränare i Västra Frölunda IF som degraderats från allsvenskan 1977 och lyckades på två år återföra Västra Frölunda till elitserien 1979. Efter att Bertil Andersén slutat blev Ingemar Eriksson utsedd till förbundskapten för Sverige, men det varade bara ett år. "Efter ett år sa Ingemar upp sig själv." I Svenska Handbollförbundets ledning fanns personer som motsatte sig att Ingemar Eriksson var förbundskapten. Han återvände då till moderföreningen Kroppskultur, som han förde till högsta serien, dåvarande allsvenskan, för första gången 1981. Han lämnade klubben ett år 1983 för att vara förbundskapten för Sveriges U21-landslag. Med U-landslaget blev det framgång. 1985 tog man VM-silver med laget dominerat av spelare födda 1964: Magnus Wislander, Ola Lindgren, Staffan Olsson och Peder Järphag. Ingemar Eriksson summerade:
| ”                  | Tar inte Sverige medalj i VM 1990 så har man missbrukat de resurser som finns. | „ |
| – Ingemar Eriksson |                                                                                |   |

Då det gick sämre för Kroppskultur 1984, återvände Eriksson till Kroppskultur 1984–1985.
Eriksson flyttade till Tyresö och började 1985 träna Tyresö HF under några år på 1980-talet. Efter dessa år som huvudtränare har Ingemar Eriksson varit en av de viktigare personerna i Kroppskultur under många år men inte varit huvudtränare, utan arbetat i styrelsen. Han har också suttit i Svenska Handbollförbundets styrelse. Han har också varit lite mentor för Per Johansson. Som Per Johansson själv uttryckt det: "Ingemar Eriksson: Vän och min mentor vad gäller ledarskap."
Då Bengt "Bengan" Johansson skulle lämna uppdraget som Sveriges förbundskapten 2004, var Ingemar Eriksson med i den grupp som valde efterträdaren.

## Tränaruppdrag
- GF Kroppskultur (1976–1977)
- Västra Frölunda IF (1977–1979)
- Sveriges herrlandslag (1979–1980)[8]
- GF Kroppskultur (1980–1983)
- Sveriges U21-herrlandslag (1983–1985)
- Tyresö HF (1985–1988)[9]

## Meriter som tränare
- Två VM-silver (1985 och 1991) med Sveriges U21-herrlandslag